# Tercera probación
La Tercera probación es el tercer año de examen y prueba religiosa, etapa final de la formación de todo jesuita, ya sea sacerdote o no. Es una profundización y una recapitulación espiritual de lo que fueron todos los años de formación laica y religiosa. Dura generalmente de seis a nueve meses. Siguiendo el ejemplo de la Compañía de Jesús, muchas congregaciones religiosas apostólicas han adoptado la idea de una Tercera probación como último año de formación religiosa.

## Objetivo y significado
Como en toda orden o congregación religiosa (católica), quien desee convertirse en jesuita comienza por hacer un noviciado, período de dos años durante el cual se realiza, mediante los Ejercicios Espirituales, un «discernimiento espiritual», es decir, una elección consciente, libre y decisiva sobre la orientación fundamental para dar su vida en respuesta de amor a una llamada de Dios.
En estos dos años de primera prueba religiosa, correspondiente al final de la formación, hay un tercer año de prueba -la Tercera Probación- durante el cual se hacen nuevamente los Ejercicios Espirituales.
En las Constituciones de la Compañía de Jesús, San Ignacio escribe: «Será útil para aquellos que han sido enviados a los estudios, (...) concentrarse con más diligencia a la escuela del corazón (o ‘del afecto’) durante el plazo de la última prueba. Se centrarán en las cosas del espíritu y del cuerpo para progresar en humildad y abnegación de todo amor sensible (...) a fin de que cuando hayan progresado ellos mismos, ayuden mejor a los otros a progresar espiritualmente para la gloria de Dios Nuestro Señor» [Const. N°516]
Así, al final de una formación de 12 a 15 años cada jesuita, «en una experiencia concreta y personal de la Compañía, realiza una síntesis de la formación espiritual, apostólica e intelectual o técnica, donde toda su personalidad se unificará en el Señor» [(Normas complementarias) N°125].
La Tercera Probación prepara así al compromiso en la Compañía de Jesús para los últimos votos a los que el jesuita será llamado en los años siguientes.

## Origen de la Tercera probación
Las etapas de la formación jesuita reflejan los momentos sucesivos del camino seguido por San Ignacio. La idea y la inspiración de la Tercera probación está en buscarlas en el corto período veneciano de la vida del santo (en 1537-1538).
Ignacio y sus amigos en el Señor terminaron sus estudios en París. Se reencontraron en la región de Venecia. En la espera de un barco que los llevaría a Tierra Santa, viviendo juntos, sirviendo en los hospitales y conociendo su 'escuela del corazón'. Por un tiempo las actividades apostólicas no son prioritarias en sus vidas.  Ignacio mismo reconoce que es entonces cuando encuentra una facilidad en la oración que le hacía falta durante los años de estudio.

## Hoy en día
Si está dispuesto, un jesuita es invitado por su provincial a hacer su tercera probación algunos años después de su ordenación sacerdotal, generalmente cuando ya es jesuita de entre 12 a 15 años. Esta tercera probación es realizada bajo la dirección de un ‘Instructor’ quien es el acompañante espiritual (antes le decían guía espiritual, pero este término no se usa con la premisa que quien inspira y dirige es el Espíritu Santo), este periodo dura de seis a nueve meses durante los cuales son hechos una segunda vez los Ejercicios espirituales. Los grupos son internacionales dando así a los que hacen su Tercera Probación una experiencia de la universalidad de su vocación en la Compañía de Jesús.